# 勞工錫安主義
勞工錫安主義（希伯來語：ציונות סוציאליסטית），又称錫安社會主義，是錫安主義运动的左翼派別。劳工錫安主義者視自己為歷史上中東和中歐的猶太工人運動的一支；不同於主流政治上的錫安主義的觀念，他們認為猶太國家的建立並非依靠英國、德國或奧斯曼帝國，而是靠住在巴勒斯坦的猶太工人階級藉由建立鄉村的集體公社和城市的無產階級而達成。
莫泽斯·赫斯、伯尔·伯罗霍夫和约瑟夫·特鲁姆多尔皆被認為是早期劳工錫安主義理論發展的代表人物。